# Фенантрен
Фенантрен — трициклічний ароматичний вуглеводень.

## Властивості
Блискучі безбарвні кристали, нерозчинні у воді, розчинні в органічних розчинниках, tпл=101 °C, tкип=340 °C. 
Електронний спектр поглинання фенантрену (розчин у гексані) має піки на 30300 см−1 (з коефіцієнтом екстинкції ε=250), 34200 см−1 (ε=14800), 39900 см−1 (ε=67000), 47300 см−1 (ε=35500), 53400 см−1 (ε=31000).
Розчини фенантрену флуоресціюють блакитним кольором (максимум спектру флюоресценції {\displaystyle \lambda _{\rm {fl}}=365} нм, а фосфоресценції — {\displaystyle \lambda _{\rm {ph}}=500} нм). Квантові виходи відповідно дорівнюють {\displaystyle \varphi _{\rm {fl}}=0,14} та {\displaystyle \varphi _{\rm {ph}}=0,11}, що створює виняткові умови для паралельного дослідження флюоресценції та фосфоресценції.

## Хімічні властивості
Фенантрен може вступати в реакції гідрування каталітично збудженим воднем з утворенням 9,10-дигідрофенантрен.
Гідрований фенантреновий фрагмент входить до складу багатьох природних речовин - стеринів, гормонів, алкалоїдів, смоляних кислот. Карбоновий скелет стеринів являє собою конденсовану систему фенантренового та п’ятичленного циклів.

## Розповсюдження в природі
Фенантрен разом зі своїм лінійним ізомером антраценом є в кам’яновугільній смолі. Похідні фенантрену, які мають гідратовані цикли, широко представлені у тваринному і рослинному світі, наприклад, стероїди).

## Застосування
Фенантрен використовується у виробництві барвників.